# Taribo West
Taribo West   (Port Harcourt, 26 de març de 1974) és un exfutbolista nigerià de la dècada de 1990.
Fou internacional amb la selecció de futbol de Nigèria.
Pel que fa a clubs, destacà a AJ Auxerre, Inter de Milà, AC Milan i 1. FC Kaiserslautern.